# Miguel Ángel Martínez Ovelar
Miguel Ángel Martínez Ovelar (Arroyos y Esteros, 21 aprile 1964) è un ex giocatore di calcio a 5 paraguaiano.

## Carriera

### Club
Laterale difensivo con spiccata predisposizione all'organizzazione del gioco, Martínez ha iniziato a giocare a calcio nel settore giovanile dell'Atl. Colegiales poi per dedicarsi completamente al calcio a 5. Ha carriera ha giocato in patria con l'Atlético Cerro Corá di Lambaré (1979-81) e il San Alfonso (1981-84) e quindi in Spagna con Toledo (1985), Balnul Castellón (quattro stagioni), Mallorca de Las Palmas (una stagione), Valencia (una stagione) e Saragozza (due stagioni).

### Nazionale
Con la selezione paraguaiana ha preso parte a tre campionati del mondo FIFUSA: nel 1985 in Spagna giungendo terzo, nel 1988 in Australia vincendo la Coppa del Mondo, e nel 1991 in Italia dove il Paraguay fu battuto in finale dal Portogallo. Nella finale del 1988 a Melbourne mise a segno due reti grazie alle quali i biancorossi batterono il Brasile campione in carica. Terminata la carriera sportiva, Martínez è tornato in Paraguay dove è funzionario del Ministero dell'Educazione e della Cultura.